# Elaphoglossum elkeae
Elaphoglossum elkeae är en träjonväxtart som beskrevs av M. Kessler och Mickel. Elaphoglossum elkeae ingår i släktet Elaphoglossum och familjen Dryopteridaceae. Inga underarter finns listade.